# Пабло Барріос
Па́бло Ба́рріос Рі́вас (ісп. Pablo Barrios Rivas; нар. 15 червня 2003, Мадрид) — іспанський футболіст, півзахисник клубу «Атлетіко» (Мадрид) і збірної Іспанії. Олімпійський чемпіон 2024 року.

## Клубна кар'єра
Виступав за юнацькі команди клубів «Мотаралас» (2008—2011) і «Реал Мадрид» (2011—2017), поки не став гравцем футбольної академії «Атлетіко» (Мадрид) в 2017 році. Виступав у Юнацькій лізі УЄФА 2021—2022, де з юнацькою командою «Атлетіко» дійшов до півфіналу. 3 березня 2022 року підписав з клубом свій перший професіональний контракт, що розрахований до 2025 року.
Першу половину сезону 2022—23 році провів в другій команді «Атлетіко Б» (Мадрид). Дебютував за першу команду «Атлетіко» 29 жовтня 2022 року у віці 19 років, вийшовши на заміну Жоффрею Кондогбія в матчі Ла-Ліги проти «Кадіса». 1 листопада в матчі Ліги чемпіонів УЄФА проти «Порту» дебютував в єврокубках. 22 грудня відзначився першим голом за клуб в матчі другого раунду Кубка Іспанії у ворота «Арентьєро», а вдруге забив гол у наступному раунді проти «Реал Ов'єдо». 23 січня 2023 року подовжив контракт з «Атлетіко» до 2028 року. В своєму першому сезоні в Ла-Лізі зіграв в 21 матчі за «Атлетіко» та 1 матч в Лізі чемпіонів. Окрім цього забив 2 голи в 4 матчах Кубка Іспанії.
19 вересня 2023 року забив свій перший м'яч в єврокубках в матчі групового етапу Ліги чемпіонів у ворота «Лаціо». Був замінений після першого тайму через м'язову травму правої ноги, і через це пошкодження футболістові довелося пропустити 1 місяць. 21 жовтня повернувся на поле після травми в матчі Ла-Ліги проти «Сельти», який «Атлетіко» виграв з рахунком 3:0. 12 листопада в матчі 13-го туру Ла-Ліги проти «Вільярреала» віддав гольову передачу на Самуела Ліно; зустріч завершилась з рахунком 3:1 на користь мадридців. 28 листопада в матчі Ліги чемпіонів проти «Феєнорда» отримав важку травму — розрив меніска, а 1 грудня успішно був прооперований. Повернувся на поле після травми 18 січня 2024 року, вийшовши на заміну Маркосу Льоренте в матчі 1/8 фіналу Кубка Іспанії проти мадридського «Реалу».
6 квітня 2025 року в матчі проти «Севільї» забив свій перший гол у Ла-Лізі, принісши перемогу своїй команді в компенсований час. 10 травня поєдинок Ла-Ліги проти «Реал Сосьєдада» став для нього ювілейним, 100-им, в складі «Атлетіко». 22 травня 2025 року продовжив контракт з клубом до літа 2030 року.
В червні 2025 року виступав на клубному чемпіонаті світу в США. На турнірі провів три матчі, відзначившись дублем проти «Сіетл Саундерз», а його команда не вийшла з групи, посівши 3-тє місце.

## Кар'єра в збірній
В лютому 2022 року почав виступати за юнацьку збірну Іспанії до 19 років, згодом грав у матчах відбіркового турніру до юнацького чемпіонату Європи 2022 року проти збірних Австрії і Данії. В березні 2023 року дебютував за збірну Іспанії до 21 року і взяв участь у матчах відбіркового турніру до молодіжного чемпіонату Європи 2025 року проти збірних Мальти та Шотландії.
26 червня 2024 року потрапив до заявки олімпійської збірної Іспанії для участі в матчах футбольного турніру на літніх Олімпійських іграх 2024 в Парижі. На олімпійському турнірі зіграв у матчах групового етапу проти збірних Узбекистану, Домініканської Республіки та Єгипту, а також у чвертьфіналі проти Японії та у півфіналі проти Марокко. Грав у фінальному матчі проти збірної Франції (5–3), допомігши своїй команді здобути золоті медалі.
16 листопада 2024 року вперше викликаний до збірної Іспанії головним тренером Луїсом де ла Фуенте для участі в матчі Ліги націй УЄФА проти збірної Швейцарії. 18 листопада в поєдинку зі Швейцарією дебютував за збірну Іспанії, вийшовши на заміну Педрі. Таким чином він став 95-им гравцем «Атлетіко» в збірній Іспанії.

## Статистика виступів

### Клубна статистика
Станом на 23 червня 2025 
| Клуб                | Сезон             | Чемпіонат           | Чемпіонат | Чемпіонат | Кубок | Кубок | Єврокубки | Єврокубки | Інші  | Інші | Всього | Всього |
| Клуб                | Сезон             | Дивізіон            | Матчі     | Голи      | Матчі | Голи  | Матчі     | Голи      | Матчі | Голи | Матчі  | Голи   |
| ------------------- | ----------------- | ------------------- | --------- | --------- | ----- | ----- | --------- | --------- | ----- | ---- | ------ | ------ |
| Атлетіко (Мадрид) Б | 2022–23           | Сегунда Федерасьйон | 12        | 1         | —     | —     | —         | —         | —     | —    | 12     | 1      |
| Атлетіко (Мадрид)   | 2022–23           | Ла-Ліга             | 21        | 0         | 4     | 2     | 1         | 0         | 0     | 0    | 26     | 2      |
| Атлетіко (Мадрид)   | 2023–24           | Ла-Ліга             | 24        | 0         | 4     | 0     | 7         | 1         | 0     | 0    | 35     | 1      |
| Атлетіко (Мадрид)   | 2024–25           | Ла-Ліга             | 31        | 1         | 4     | 0     | 6         | 0         | 3     | 2    | 44     | 3      |
| Атлетіко (Мадрид)   | Всього            | Всього              | 76        | 1         | 12    | 2     | 14        | 1         | 3     | 2    | 105    | 6      |
| Всього за кар'єру   | Всього за кар'єру | Всього за кар'єру   | 88        | 2         | 12    | 2     | 14        | 1         | 3     | 2    | 117    | 7      |

1. 1 2 3  Матчі в Лізі чемпіонів УЄФА
2. ↑  Матчі на клубному чемпіонаті світу

### Міжнародна статистика
Станом на 18 листопада 2024 
| Збірна            | Сезон             | Товариські | Товариські | Офіційні | Офіційні | Всього | Всього |
| Збірна            | Сезон             | Матчі      | Голи       | Матчі    | Голи     | Матчі  | Голи   |
| ----------------- | ----------------- | ---------- | ---------- | -------- | -------- | ------ | ------ |
| Іспанія           |                   |            |            |          |          |        |        |
| 2024              | 0                 | 0          | 1          | 0        | 1        | 0      |        |
| Всього за кар'єру | Всього за кар'єру | 0          | 0          | 1        | 0        | 1      | 0      |

### Матчі за збірну
Станом на 18 листопада 2024 
| Матчі Пабло Барріоса за збірну Іспанії | Матчі Пабло Барріоса за збірну Іспанії | Матчі Пабло Барріоса за збірну Іспанії | Матчі Пабло Барріоса за збірну Іспанії | Матчі Пабло Барріоса за збірну Іспанії | Матчі Пабло Барріоса за збірну Іспанії | Матчі Пабло Барріоса за збірну Іспанії | Матчі Пабло Барріоса за збірну Іспанії |
| №                                      | Дата                                   | Суперник                               | Рахунок                                | Голи                                   | Картки                                 | Хвилини                                | Змагання                               |
| -------------------------------------- | -------------------------------------- | -------------------------------------- | -------------------------------------- | -------------------------------------- | -------------------------------------- | -------------------------------------- | -------------------------------------- |
| 1                                      | 18 листопада 2024                      | Швейцарія                              | 3–2                                    |                                        |                                        | 11'                                    | Ліга націй УЄФА 2024–25 (А)            |

Всього: 1 матч / 0 голів; 1 перемога, 0 нічиїх, 0 поразок.

## Досягнення
Збірна Іспанії (до 23)
- Олімпійський чемпіон: 2024[38]